# Jelsa, Norge
För staden i Kroatien, se Jelsa, Kroatien
Jelsa är en kyrkby i Suldals kommun i Rogaland fylke i sydvästra Norge. Orten har omkring 250 invånare och ligger på en halvö vid Boknafjorden. 
På orten finns skola, förskola, dagligvarubutik, bensinstation och ett stort stenbrott, där tyska Mibau-Stema Group bryter diorit, huvudsakligen för export. Tidigare fanns på orten en tunnfabrik, men den lades ned 2009. I Jelsa finns också Jelsa kyrka, en träkyrka från 1600-talet, och Jelsa skulemuseum. 
Jelsa har färjeförbindelse över fjorden med linjen Nedstrand-Hebnes-Foldøy-Jelsa.
Orten var tidigare centralort i dåvarande Jelsa kommun, som existerade mellan 1838 och 1964.  

## Bilder

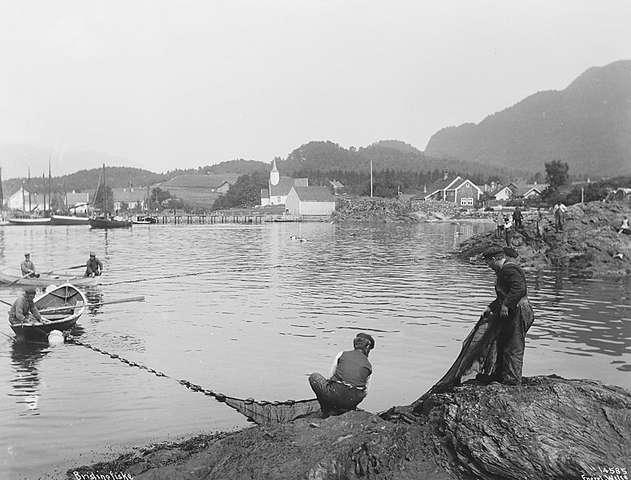
Skarpsillfiske i Jelsa 1912. Foto: Anders Beer Wilse.
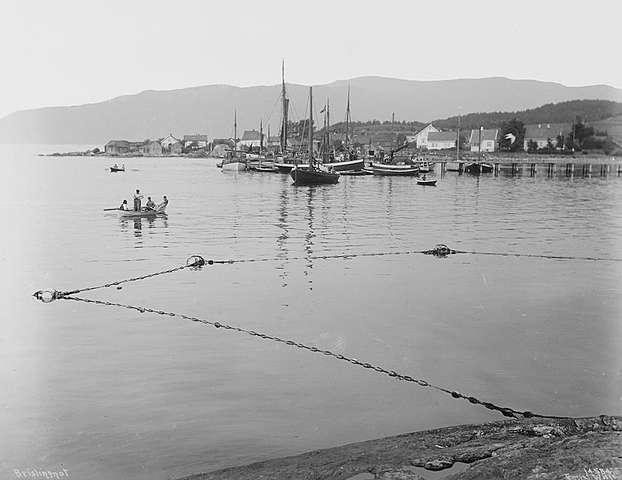
Skarpsillfiske i Jelsa 1912. Foto: Anders Beer Wilse.
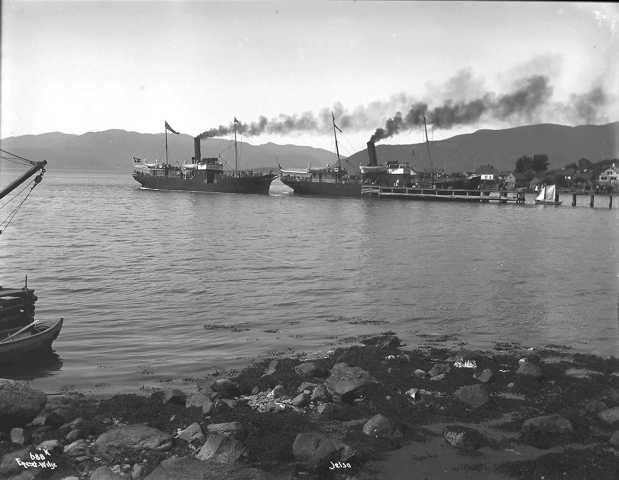
S/S Sand och S/S Stavanger vid ångbåtskajen i Jelsa 1913. Foto: Anders Beer Wilse.
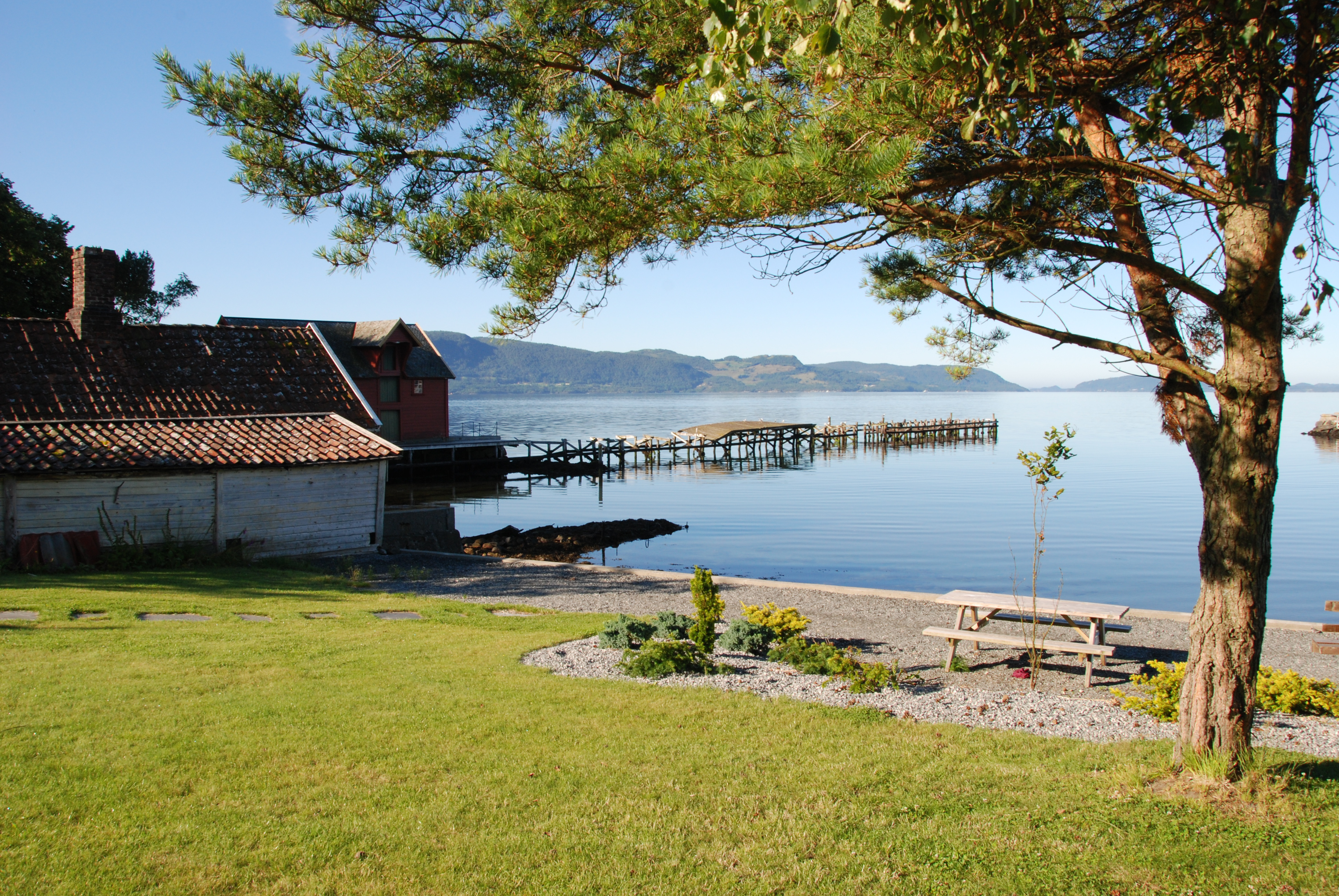
Ångbåtskajen i Jelsa, 2007. Kajen förstördes av stormen Inga 2005.
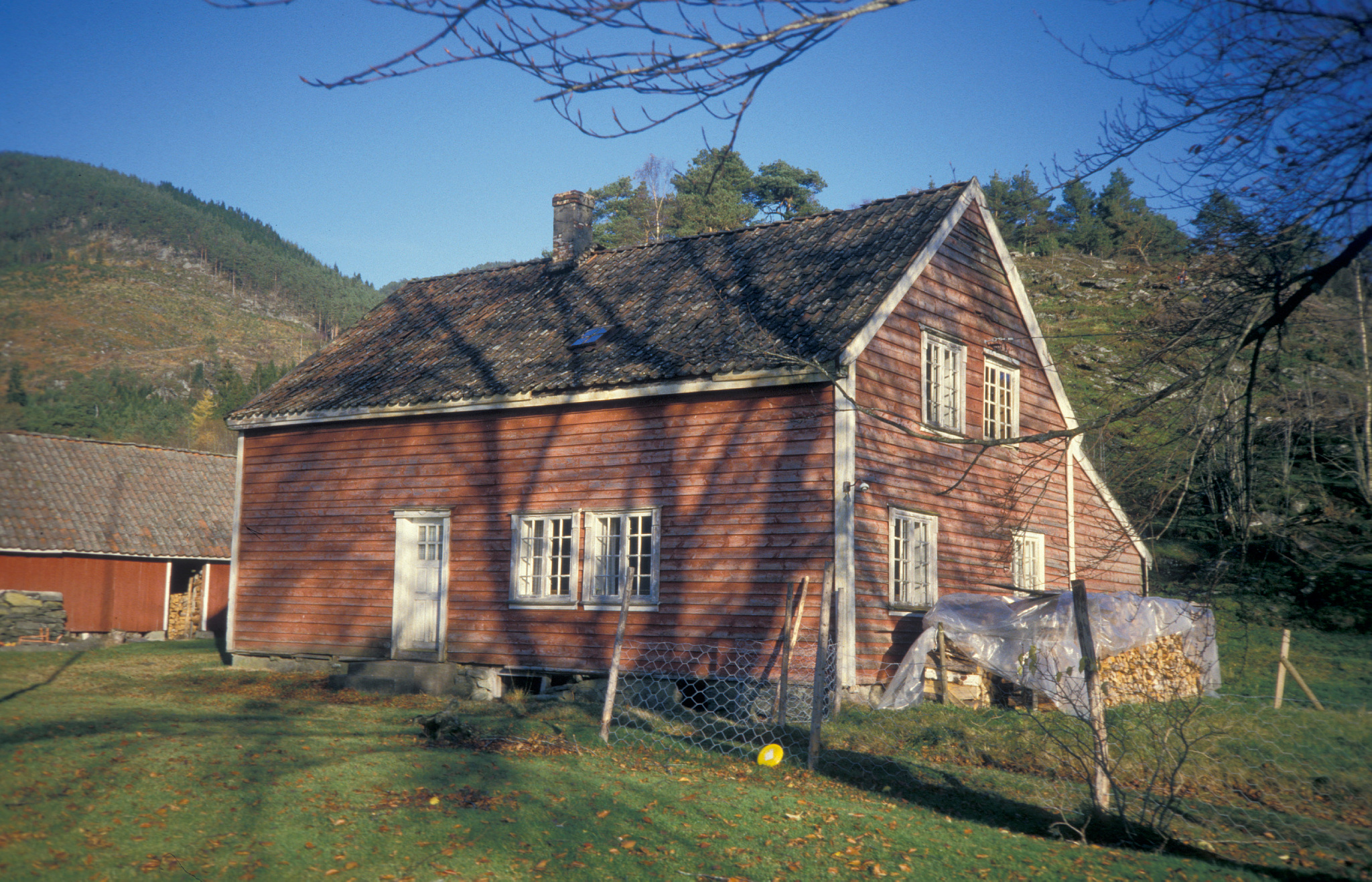
Jelsa prästgård, 1987.